# Districtul Westerwald
Westerwaldkreis este un district rural (Landkreis) din landul Renania-Palatinat, Germania.